# 劉性
劉性（14世紀—15世紀），字秉初，江西建昌府新城縣北坊人，明朝政治人物。

## 生平
劉性是永樂十五年（1417年）的應天鄉試舉人，次年（1418年）聯捷進士，獲授刑部主事，斷案平恕不苛求，因父母逝世回鄉，服闋後改任兵部武選司主事，輔佐有方、克盡其職，在任內去世。他個性友愛，把家業讓給弟弟，待人以誠，平素和藹不疾言厲色，雖然擅長詩文卻不炫耀，有古代長者風範。

## 引用
1. 1 2  同治［江西］《新城縣志·卷十·人物志》：劉性，字秉初，北坊人，永樂進士，授刑部主事，用心平恕、不為苛察，以憂歸，服闋改授兵部武選司主事，毗贊有方、克稱其職，卒於任。性篤友愛，讓世業與諸弟，待人以誠，平居恂恂無疾言遽色，雖工於詩，未嘗矜衒，有古長者風。
2. ↑  同治［江西］《新城縣志》·卷八·選舉志：進士……明……永樂十六年戊戌科李騏榜 劉性 字秉初，北坊人，兵部主事，有傳……鄉舉……明……永樂十五年丁酉科……劉性 應天中式，見進士